# Stylosomus cylindricus
Stylosomus cylindricus is een keversoort uit de familie bladkevers (Chrysomelidae). De wetenschappelijke naam van de soort werd in 1860 gepubliceerd door F. Morawitz.